# Pheugopedius maculipectus
Pheugopedius maculipectus là một loài chim trong họ Troglodytidae.